# Рено де Вишије
Рено де Вишије (фр. Renaud de Vichiers) је био деветнаести велики мајстор витезова Темплара, ту функцију обављао је од 1250. до 1256. Рено је рођен 1198. године у Шампањској области у Француској. Његово именовање за великог мајстора десило се након што је француски краљ Луј IX заробљен у бици код Мансуре. Египатски султан је за њега тражио велики откуп. Крсташка војска је успела да сакупи већи део новца а остатак су затражили од темплара. На њихово запрепашћење Вишије је одбио да одмах да новац већ је то учинио касније правдајући се чињеницом да не може да прикупи тај новац одмах. Овај његов чин оцењен је као скандалозан и за догађаје који су уследили након тога постоје две верзије. Прва верзија говори о оставци великог мајстора 1252. која је била последица његовог одбијања да одмах да новац за откуп краља и његовим повлачењем у манастир где и умире 1257. По другој верзији упркос скандалу Рено је постао краљев пратилац и помагао му је у борбама са муслиманима који су уништавали крсташке поседе. Наводно је и погинуо у једном од ових сукоба. Упркос различитим тумачењима догађаја који су се догодили након ослобађања Луја IX као година смрти Реноа де Вишијеа узима се 1257. На месту великог мајстора наследио га је Тома Беро.